# Слобода (Белозерский район)
Слобода — деревня в Белозерском районе Вологодской области.
Входит в состав Шольского сельского поселения, с точки зрения административно-территориального деления — в Шольский сельсовет.
Расстояние по автодороге до районного центра Белозерска — 109 км, до центра муниципального образования села Зубово — 6 км. Ближайшие населённые пункты — Верховье, Лукьяново, Юрино.
По переписи 2002 года население — 27 человек (14 мужчин, 13 женщин). Преобладающая национальность — русские (96 %).
Уроженец деревни Слобода Михаил Григорьевич Лобытов — председатель колхоза «Родина» Вологодского района, дважды Герой Социалистического Труда.